# Eustala unimaculata
Eustala unimaculata är en spindelart som beskrevs av Franganillo 1930. Eustala unimaculata ingår i släktet Eustala och familjen hjulspindlar.
Artens utbredningsområde är Kuba. Inga underarter finns listade i Catalogue of Life.